# Grace Mendonça
Grace Maria Fernandes Mendonça GCRB • GCMMJ • GOMA (Januária, 17 de outubro de 1968), é uma advogada e professora brasileira. Integrou a Advocacia-Geral da União de 2001 a 2019, tendo sido advogada-geral da União entre 2016 e 2019, no governo do presidente Michel Temer. Atualmente exerce a advocacia privada.

## Formação acadêmica
Grace Mendonça graduou-se em direito pela Associação de Ensino Unificado do Distrito Federal, atual Centro Universitário do Distrito Federal, em 1990. Concluiu especialização em direito processual civil pelo Instituto Brasileiro de Direito Processual em 1994, e mestrado em direito constitucional pelo Instituto Brasiliense de Direito Público em 2017. Durante o mestrado, foi orientada pelo professor Paulo Gonet Branco.

## Carreira
Mendonça foi advogada da Companhia Imobiliária de Brasília (1992-1994) e da Secretaria de Agricultura, Pecuária e Abastecimento do Distrito Federal (1994-1995), bem como assessora jurídica da Procuradoria Geral da República (1995-2001). Foi, também, professora titular de direito constitucional, processual civil e direito administrativo na Universidade Católica de Brasília (2002-2015).
Em 2001, ingressou na Advocacia-Geral da União como servidora de carreira, no cargo de advogada da União. Em 2003, foi designada para a Secretaria-Geral de Contencioso, responsável por representar a União junto ao Supremo Tribunal Federal. Mais tarde, atuou como secretária-geral do órgão, adjunta e coordenadora-geral do advogado-geral, desempenhando a função de advogada-geral em caráter interino.
Em 2016, Mendonça foi nomeada pelo presidente Michel Temer como advogada-geral da União, tornando-se a primeira mulher a ocupar esse cargo como titular. Como a AGU mantinha status de ministério, converteu-se ainda na única mulher a ocupar, na época, um cargo do primeiro escalão do governo Temer, nele permanecendo até o fim do mandato presidencial.
Em 2019, Mendonça desligou-se da AGU para voltar a exercer a advocacia privada. O ato de sua exoneração do cargo de advogada da União foi publicado no dia 28 de junho. Em agosto, fundou seu escritório de advocacia, denominado Grace Mendonça Advogados, atuando na área de direito público, com foco em contencioso em tribunais superiores, consultoria jurídica e acordos, como mediação e conciliação. 
Em 2019, foi incluída pelo STF em lista tríplice para compor o Tribunal Superior Eleitoral em vaga destinada a jurista. Mendonça recebeu o apoio de todos os ministros votantes, com 10 votos, ante 7 votos cada dados a Sérgio Banhos e Carlos Horbach. Encaminhada a lista para apreciação, o presidente Jair Bolsonaro eventualmente indicou Banhos para o cargo.
Em 2021, organizou o livro  Democracia: substantivo feminino, publicado pela Editora Forense, com as colaborações de autoras como Ana Arraes, Eliane Cantanhêde, Mara Gabrilli, Maria Cristina Peduzzi, Maria Elizabeth Rocha, Maria Sylvia Zanella Di Pietro, Sylvia Steiner, entre outras.